# Fabio Padovan
Fabio Padovan (Conegliano, 11 settembre 1955) è un imprenditore e politico italiano.
Fu eletto alla Camera dei deputati per la Liga Veneta-Lega Nord nella XI Legislatura.

## Biografia
Nel 1990 diventò proprietario dell'azienda di famiglia Otlav S.p.a. insieme al fratello Massimo Padovan.
Nei primi anni 1990 fece parte della Liga Veneta - Lega Nord e fu eletto nella XI Legislatura alla Camera dei deputati alle elezioni generali del 1992, ma nei primi mesi del 1994 lasciò per protesta il partito della Lega Nord che era entrato in alleanza con Forza Italia.
Alcuni mesi dopo, Padovan fondò insieme ad altri imprenditori regionalisti veneti l'associazione "Liberi Imprenditori Federalisti Europei – Sindacato Imprenditori" (abbreviato LIFE), per la difesa delle piccole e medie industrie nella regione Veneto.
Nel 2000 Padovan lanciò un nuovo partito venetista ed indipendentista chiamato Fronte Marco Polo, che alle elezioni regionali in Veneto del 2000 ottenne l'1,25% dei voti e nessun seggio. Da allora, Padovan è stato per breve tempo membro della Liga Fronte Veneto e, successivamente, molto vicino al Partito Nasionał Veneto (PNV) e, infine, al movimento Veneto Stato.
Nel 2012 insieme ad altri politici presentò ricorso contro i tagli ai vitalizi dei parlamentari.
In occasione della morte di Marco Pannella nel 2016, ricordò di averlo conosciuto nel 1997, trovando in lui «un vero Signore» che "incarnò lo Spirito Libertario", «elegante, raffinato, colto, umile... generoso e disinteressato fino in fondo», dal quale apprese la protesta non violenta del digiuno. Radio Radicale trasmise un discorso degli esponenti del movimento Life, contribuendo al suo rilancio e in un momento di grave crisi.